# Шаста (гора)
Гора Ша́ста (англ. Mount Shasta) — стратовулкан в системе Каскадных гор в штате Калифорния, США. По имени горы назван прилегающий город Маунт-Шаста. Высота 4317 метров.
К основной вершине горы прилегают четыре пересекающихся вулканических конуса-спутника, самый высокий из которых — Шастина (3758 м). Древнейшее извержение, породившее гору, произошло около 600 000 лет назад; около 300 000 лет назад первобытный вулкан был уничтожен взрывом, сформировавшим долину реки Шаста. Пик Шастина, на котором нет следов ледниковой эрозии, сформировался уже после последнего оледенения, около 9000 лет назад. Самый высокий и самый молодой пик Хотлем был сформирован извержением около 8000 лет назад. За время существования Хотлем извергался 8 или 9 раз; последнее извержение 1786 года описал Жан-Франсуа де Лаперуз. Геологическая служба США классифицирует Шасту как «спящий вулкан», очередное извержение которого неминуемо.
На поверхности горы расположены семь ледников, имеющих уникальные имена, и простирающихся от вершины до отметки в 3000 м, преимущественно по северному и восточному склону.

## В искусстве
- Действие романа Хоакина Миллера «Жизнь среди модоков» происходит у подножья горы Шаста.
- В рассказе Кима Стенли Робинсона «Мьюр» на Шасте описано мистическое откровение, которое испытал натуралист Джон Мьюр в ночь, когда спасался от снежной бури у горячих источников на Шасте.